# 浜野忠夫
浜野 忠夫（はまの ただお、1932年 - ）は、日本共産党幹部会副委員長、人事局長。
京都市生まれ。日本共産党常任幹部会委員を経て、日本共産党第22回大会最終日の2000年11月24日より現職。

## 著書
- 『支部指導部、地区役員 : 役割と任務 実践講座』日本共産党中央委員会出版局、1989年10月
- 『党建設論の今日的展開』新日本出版社、1996年6月
- 『国民に開かれた党へ : 日本共産党新規約のはなし』新日本出版社、2001年8月
- 『時代を開く党づくり : 党建設の歴史・教訓もふまえて』新日本出版社、2008年4月
- 『民主連合政府をめざして : 党づくりの志と構え』新日本出版社、2015年1月